# Román Légierő
A Román Légierő (románul: Forţele Aeriene Române) a légierő ága a Román Fegyveres Erőknek. Van egy légierő központja, egy operatív irányítója, négy légi bázisa és egy légvédelmi dandárja. A tartalékos erőkhöz tartozik két légi bázis és három repülőtér.
2010-ben a Román Légierő 9 700 személyt alkalmazott.

## Története

### Felségjelzése
A Román Légierő felségjelzése a kör alapba foglalt kék, sárga, piros román nemzeti színek, melyek megtalálhatóak a román zászlóban is. A színek sorrendje belülről kifelé haladva olyan, mint ha a zászló színeit balról jobbra olvasnánk, tehát kék, sárga, piros.

### A Román Légierő ma
A Román Légierő (románul: Forțele Aeriene Române) a román hadsereg egyik legfontosabb része, mégis az egyik legelhanyagoltabb katonai alakulat nem csak Romániában, hanem egész Európában. A légierő kötelékében szolgáló legfontosabb repülőgéptípus a szovjet gyártmányú MiG–21, amelyet több évtizeddel ezelőtt állítottak szolgálatba és amelyeknek példányait más NATO tagországokban már rég szétszedték vagy múzeumokban állították ki. Romániában sem a bravúros teljesítményéről híres, hanem az utóbbi években egyre gyakoribb baleseteiről. Már több gyakorlott és jól kiképzett román katonai pilóta ment rá a MiG–21 megbízhatatlanságára. 
A Román Légierő MiG–29-esekkel is rendelkezik, amelyeknek a teljesítménye sokkal nagyobb a MiG–21-ekéhez képest, de így is elmarad a mai viszonyok között. Romániában azonban nincs pénz ezeknek a használatára, a repterek kifutópályáin rozsdásodnak. Az egyetlen működő MiG-29-t kiképzésre és gyakorlatozásra használják. A román hadsereg vezetése, látva a repülőgépes állomány enyhén szólva is siralmas helyzetét, 2006 elején felvetette, hogy használt F–16 gépeket vásároljanak Izraeltől. Erre azonban egyelőre nincs pénz. A repülőgépeknél valamivel jobb helyzetben vannak a helikopterek, amelyeknek egy részét a Brassó melletti IAR üzemben gyártották. 
Katonai repterek vannak Konstanca és Aranyosgyéres közelében. A Konstanca melletti Kogălniceanu Légibázist hamarosan az amerikai hadsereg fogja kibérelni a közel-keleti katonai műveletek támogatására. Az utóbbi időben nagy port kavart mozgó CIA börtönök egyik helyszíneként is megjelölték ezt a bázist. A szakemberképzést a légierő brassói akadémiája végzi. A Román Légierő 2013-ig tudja (és kívánja) rendszerben tartani 110 db (már csak 80 db) Mig–21-es vadászgépét, bár 2007-re már csak 80 db van szolgálatban. 2014-ig a Román Légierőt 48 db fejlettebb, nyugati repülőgéppel akarják felszerelni, tervbe került az amerikai F–16, vagy a svéd Gripen gépek rendszerbe állítása. Románia ezekkel a repülőgépekkel akarja teljesíteni a NATO elvárásokat, kötelezettségeit valamint leváltani az elavult orosz gyártmányú vadászgépeket (MiG–21).

## Fegyverzete
Repülők, helikopterek:
- 110 db felújított MiG–21 Lancer

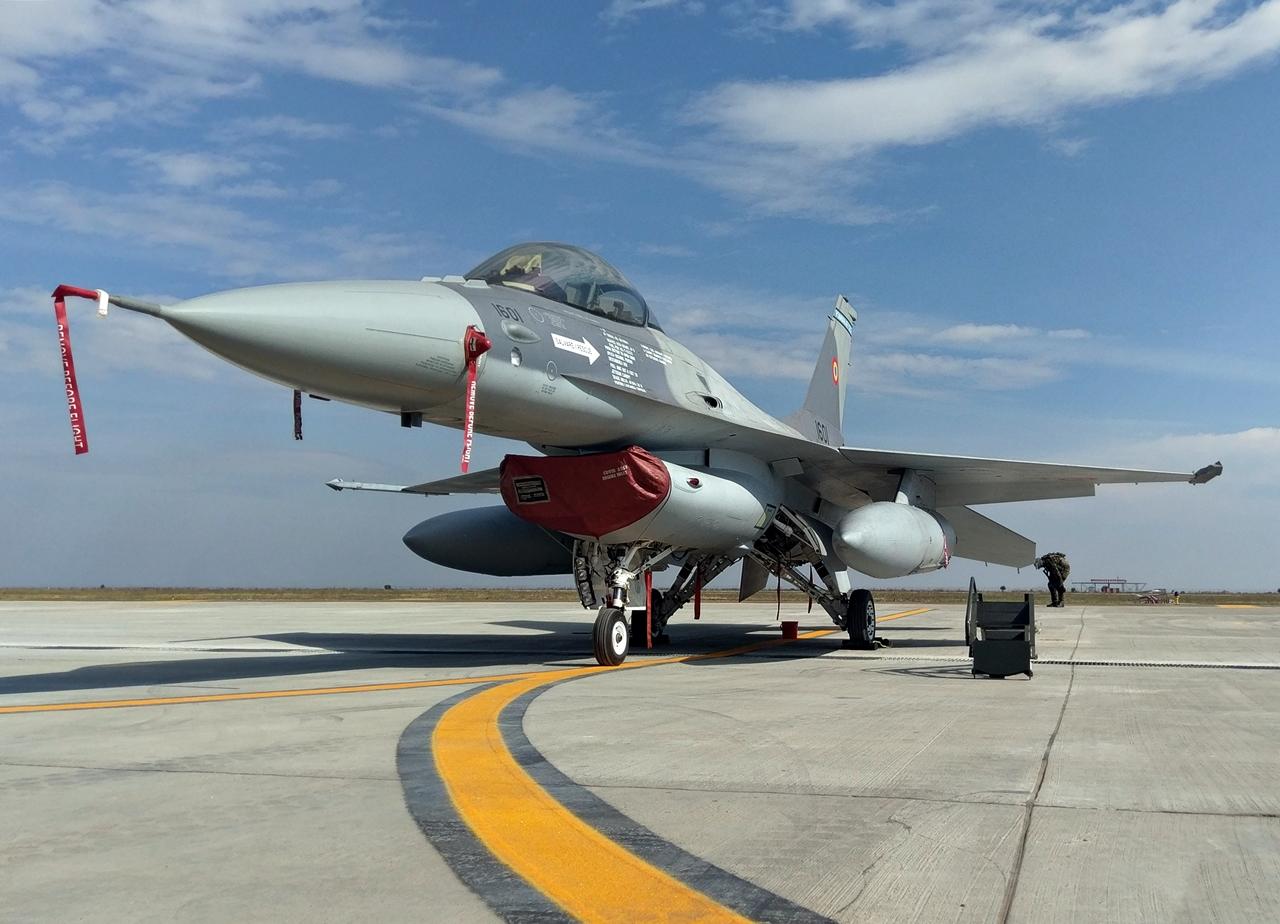
A Román Légierő F–16-osa

  - Ezeket a gépeket a Román Légierő 2013-ig tudja (és kívánja) rendszerben tartani, bár 2007-re már csak 80 db van szolgálatban, illetve azóta körülbelül 30-40 db gép harcképes. 2014-ig a Román Légierőt 48 fejlettebb, nyugati repülőgéppel akarják felszerelni, tervbe került az amerikai F-16, vagy a svéd JAS 39 Gripen gépek rendszerbe állítása. Románia ezekkel a repülőgépekkel akarja teljesíteni a NATO elvárásokat, kötelezettségeit valamint leváltani az elavult orosz gyártmányú vadászgépeket (MiG–21).
- 8 db C–130 Hercules szállítórepülőgép
- Antonov An–24, Antonov An–26 szállítórepülőgép
- 35 db IAR-330 Puma szállítóhelikopter (nincs információ, hogy ebből mennyit tudnak használni.)
- 22 db IAR-330 SOCAT támadó helikopter (nincs információ, hogy ebből mennyit tudnak használni.)
- IAR-99 Soim (Hawk) gyakorlógép
- 2003-tól a MiG–29-eseket kivonták a nagy fenntartási költség miatt.

| Megnevezés                                         | Mennyiség              | Megjegyzés |
| Repülőgépek                                        | Repülőgépek            | Repülőgépek |
| -------------------------------------------------- | ---------------------- | --- |
| F–16 Fighting Falcon                               | 20 db                  | 17 használt F–16 Block 15 MLU M5.3 repülőgép a Portugál Légierőtől kapott. További 32 norvég F-16-os rendelésre, amelyből 3-at szállítottak. |
| / MiG–21 LanceR A/B/C többfeladatú vadászrepülőgép | 35 db                  | - LanceR A, LanceR B és LanceR C változatban. - Izraeli segítséggel kerültek modernizálásra. - 2023-ban nyugdíjazták.                        |
| IAR 99 Șoim sugárhajtású kiképző repülőgép         | 21 db                  | - Ebből 11 db C változatú |
| Jak–52 kiképző repülőgép                           | 14 db                  | - A gépeket a román Aerostar vállalat készítette licencben                                                                                   |
| C–27J Spartan szállítórepülőgép                    | 7 db                   | |
| C-130B/H Hercules közepes szállítórepülőgép        | 8 db                   | - Ebből 4 db B és 4 db H változatú. |
| An–26 szállítórepülőgép                            | 1 db                   | |
| An–30 felderítő repülőgép                          | 2 db                   | |
| Helikopterek                                       |                        | |
| IAR 330 SOCAT harci helikopter                     | 22 db                  | - Eredetileg 25 db került beszerzésre; ebből 2 db megsemmisült                                                                               |
| IAR 330 Puma szállítóhelikopter                    | 35 db                  | |
| Aérospatiale Alouette III kiképző helikopter       | 7 db                   | |
| Pilóta nélküli repülőgépek                         |                        | |
| RQ–7 Shadow pilóta nélküli felderítő repülőgép     | 7 db                   | Eredetileg 11 db került beszerzésre, ebből 4 db megsemmisült.                                                                                |
| Légvédelmi rakéták                                 |                        | |
| MIM–23 Hawk légvédelmi rakéta                      | 8 üteg (224 db rakéta) | |
| MIM-104 Patriot légvédelmi rakéta                  | 4 üteg                 | |

## Román Légierő repülőgépei
A Román Légierő repülőgépjei közé tartozik 110 db. MiG–21 Lancer, amelyeket Izraellel közösen újítottak fel 1993 és 2002 között, négy C–130 Hercules szállítógép, An–24-esek, An–26-osok és kb. 100 IAR 330 Puma helikopter. 25 IAR-330 Puma SOCAT helikoptert alakítottak át támadó küldetésekre. A saját készítésű IAR 99 Șoim (Sólyom) sugárhajtású gépeket pilóták kiképzésére használják. A megmaradó MiG–29 gépeket a nagy fenntartási költségek miatt 2003-tól visszavonták.
A tervek szerint 2007-től Románia az Egyesült Államokból vagy Európából 45 db új vadászgépet szerez be. A légierő létszáma addig 13 250 lesz.

## Balesetek
(nem teljes lista)
- 1993. március – Összeütközik és felrobban két MiG–21. A két pilóta meghalt.
- 1994 – lezuhant egy MiG–29.
- 1994 – tíz nappal az előző eset után egy MiG–23 zuhant le. A fedélzeten tartózkodó két pilóta katapultált.
- 1994. május 17. – Temesvár mellett lezuhant egy MiG–21. A pilóta meghalt.
- 1994 – egy MiG–23 lezuhan a konstancai Mihail Kogălniceanu reptér közelében. A pilótának sikerült katapultálnia.
- 1994. szeptember – gyakorlatozás közben Torda mellett lezuhant egy MiG–21. A pilóta túlélte a balesetet.
- 1994 – néhány nappal később Teleorman megyében zuhant le egy MiG–21. A pilóta meghalt.
- 1994. november 3. – egy újabb MiG–21 zuhant le, amelynek következtében az akkori védelmi miniszter egy időre leállíttatta a repüléseket ezzel a típussal.
- 2004. ősz – két MiG–21 ütközött össze a levegőben, Maros megyében. A pilóták meghaltak
- 2006. november 22., Arad megye, Bél község – Lezuhant egy újabb MiG–21. A pilóta meghalt.
- 2010. november 1., Kolozs megye, Lezuhant egy újabb MiG–21-es repülőgép, a balesetben két pilóta vesztette életét
- 2021. április 20. – Dedrád közelében lezuhant egy MiG–21-es vadászgép. A pilóta katapultált, de megsérült.[5]
- 2022. március 2. – Egy MiG-21 vadászgép indult járőrözésre a Konstanca megyei Mihail Kogălniceanu bázisról, majd pár perccel a felszállást követően elveszítették vele a rádiókapcsolatot. A keresésére induló IAR-330 típusú helikopterrel a felszállását követően pár perccel szintén megszakadt a rádiókapcsolat, a helikopter roncsait később megtalálták, 5 fedélzeten tartózkodó 5 katona veszítette életét.

## Lásd még
- Románia hadereje
- Európai országok légierői